# Trathala moira
Trathala moira är en stekelart som beskrevs av Ian D. Gauld 2000. Trathala moira ingår i släktet Trathala och familjen brokparasitsteklar. Inga underarter finns listade i Catalogue of Life.